# Nokia 3600 slide
Il Nokia 3600 slide è un telefono cellulare prodotto dall'azienda finlandese Nokia e messo in commercio nell'aprile 2008.

## Caratteristiche
- Dimensioni: 97,8 x 47,2 x 14,5 mm
- Massa: 97,3 g
- Volume: 59.7 cc
- Fotocamera: 3.2 megapixel con autofocus e zoom digitale 8x, doppio flash LED integrato
- Display: QVGA da 2" (320 x 240 pixel) a 16.800.000 di colori
- Operatività: EGSM Quadband 850/900/1800/1900 MHz
- Memoria: 64 MB espandibile con MicroSD
- Memoria esterna: alloggiamento per memory card microSD fino a 4 GB
- Batteria: BL-4S, capacità: 860 mAh
- Durata batteria in chiamata: fino a 5,5 ore
- Durata batteria in standby: fino a 280 ore
- Bluetooth e micro USB
- Design compatto, meccanismo di apertura a scorrimento
- Registrazione video con qualità VGA
- Riproduzione video locale fino a 25 fps con risoluzione CIF e 15 fps con risoluzione VGA
- Filtro anti-rumore di sottofondo
- Radio stereo FM con interruzione automatica in caso di chiamate in arrivo
- Modalità offline
- Sincronizzazione con un PC compatibile grazie a Nokia PC Suite
- Lettore musicale con supporto per formati audio MP3, AAC, AAC+, eAAC+ e WMA
- Suonerie polifoniche (MIDI) a 64 voci/toni
- Suonerie video, MP3, AAC, eAAC+

Connettività: Connettore MicroUSB, connettore AV da 2,5 mm, connettore per caricabatterie da 2 mm, USB 2.0 (massima velocità), tecnologia senza fili Bluetooth 2.0 con profili audio stereo per l'ascolto della musica e il controllo senza fili. Aggiornamenti del telefono cellulare con FOTA (firmware over the air). Navigazione sul Web. Browser XHTML per la navigazione su Internet. Browser Opera Mini 4. Navigazione WAP 2.0. Connessione HTTP/TCP/IP. Trasferimento dati EDGE multi-slot classe 32, fino a 296 kBps, GPRS multi-slot classe 32, fino a 100 kBps. Trasferimento HSCSD fino a 28,8 kBps come modem dati. Gestione delle informazioni personali (PIM). Organizer con agenda e appuntamenti. Rubrica fino a 2000 contatti. Sincronizza mediante Nokia PC Suite con la rubrica, l'agenda e gli impegni di MS-Outlook su un PC compatibile.
Interfaccia utente: Serie 40, 3ª edizione. Tasto Nokia NaviTM a 5 direzioni, due tasti personalizzabili e tasti per la gestione delle chiamate. Messaggistica ed e-mail, Messaggi multimediali (MMS), Messaggi di testo (SMS), AMS (Audio Messaging Service) per inviare clip audio over-the-air. Client e-mail con supporto per i protocolli IMAP4, POP3 e SMTP
Applicazioni:
- Nokia Maps (preinstallati sulla memory card da 512 MB inclusa nella confezione di vendita)
- Nokia Search
- Browser Opera Mini
- Yahoo! Go
- WidSets
- Calcolatrice
- Servizi mobili plug and play
- Supporto per applicazioni Java MIDP 2.0

Inclusi nella confezione di vendita:
- Nokia 3600 slide
- Auricolare stereo Nokia HS-47
- Batteria Nokia BL-4S
- Caricabatterie da viaggio Nokia AC-4
- Memory card microSD da 512 MB Nokia MU-28
- Manuale d'uso